# FC 제티수
FC 제티수(카자흐어: Жетісу футбол клубы)는 탈디코르간을 연고로 하는 카자흐스탄의 축구 클럽이다. 현재는 카자흐스탄의 1부 축구리그 카자흐스탄 프리미어리그에 참가하고 있고 제티수란 카자흐스탄 남동부의 역사적 지명이다.

## 성적
- 카자흐스탄 프리미어리그 1회 준우승 (2011)
- 카자흐스탄 퍼스트디비전 1회 우승 (2006), 1회 준우승 (1994)

## 선수 명단

### 현역
- 바우이르잔 투리스벡(2015 ~ 2016, 2021, 2022 ~ )
- 디디에 보리스 카디오(2016, 2023 ~ )

### 역대
틀:FC 제티수 선수 명단
틀:카자흐스탄 퍼스트디비전